# فرودگاه ادمونتون/ویلنوو (باند رز)
فرودگاه ادمونتون/ویلنوو (باند رز) (به انگلیسی: Edmonton/Villeneuve (Rose Field) Aerodrome) یک فرودگاه خصوصی است که یک باند فرود چمن دارد و طول باند آن ۷۳۲ متر است. این فرودگاه در شهر ادمونتون کشور کانادا قرار دارد و در ارتفاع ۶۶۸ متری از سطح دریا واقع شده است.